# 精制谷物

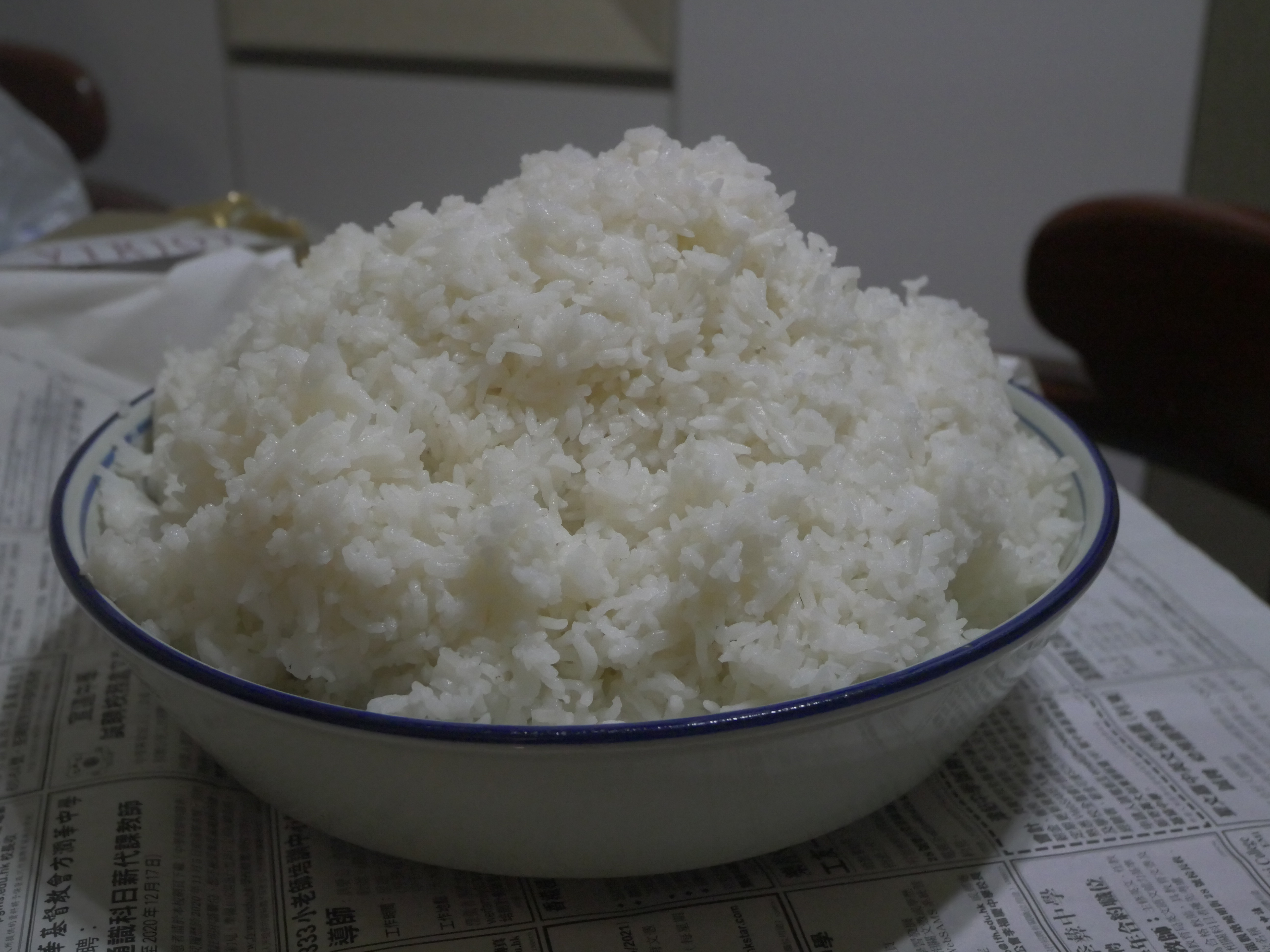
白米飯就是一種精制谷物

精制谷物是指加工后其外层部位（麩皮、胚芽和颖壳）几乎被全部丢弃的谷物，因為此種谷物的营养成分主要在外层，而外層部位被丟棄後穀物只剩下內部的淀粉质部分，因此精制谷物的营养成分就比较单一，可持續性不如全谷。包括白面包、穀粉、葛子和白米在內的穀物都是精制谷物。經磨碎加工過的精煉穀物質地更細膩，並且具有較長的保質期。20世紀初，隨著美國越來越多的人食用精制谷物，也有越來越多的人缺乏營養（铁、硫胺、核黄素和烟酸）。為了解決這個問題，美國國會於1942年通過一項法案，要求廠家在銷售精制谷物之前必須將鐵、菸鹼酸、維生素B1和維生素B2添加到精制谷物中。1996年時又要求廠家必須在精制谷物中加入叶酸。